# Lungotevere Raffaello Sanzio
Il lungotevere Raffaello Sanzio è il tratto di lungotevere che collega piazza Trilussa a piazza Giuseppe Gioachino Belli, a Roma, nel rione Trastevere.
Il lungotevere è dedicato all'artista di Urbino Raffaello Sanzio, autore di varie opere nella città capitolina; è stato istituito con delibera del consiglio comunale del 24 gennaio 1956.